# Igor Blaževič
Igor Blaževič (* 1963, Trebina, Bosna) je novinář a lidskoprávní aktivista bosenského původu žijící v České republice.
Vystudoval filozofii a srovnávací literaturu na univerzitě v Záhřebu.
Od roku 1992 působil v mezinárodním sekretariátu Helsinského občanského shromáždění a od roku 1994 pracuje v organizaci Člověk v tísni.
Účastnil se řady humanitárních misí např. v Sarajevu, v Čečensku, v Kambodži nebo v Barmě či Východní Timor. Podílel na natočení řady dokumentárních filmů, např. Otázky z Asie (1998), Město stínů (1999), Uprchlíci dvacetileté války (2000), Malé sny ulice, Jen 500 mrtvých (2002), Barmští vězni (2002).
Od roku 1999 je ředitelem filmového festivalu Jeden svět a podílí se i na udělování ceny Homo Homini, kterou Člověk v tísni uděluje lidem prosazující lidská práva.

## Ocenění
Za své aktivity získal cenu Alice Garrigue Masarykové, cenu Františka Kriegla a cenu Prix Irene.

## Osobní život
Jeho žena Jasmina Blaževičová je filmařka.